# Vuelo 5191 de Comair
El vuelo 5191 de Comair (comercializado como vuelo 5191 de Delta Connection bajo un código compartido con Delta Air Lines) fue un vuelo doméstico de pasajeros programado de los Estados Unidos desde Lexington, Kentucky, a Atlanta, Georgia. En la mañana del 27 de agosto de 2006, alrededor de las 06:07 EDT (10:07 UTC), el Bombardier Canadair Regional Jet 100ER se estrelló al intentar despegar del Aeropuerto Blue Grass en el condado de Fayette, Kentucky, 4 millas (6.4 km) al oeste del distrito central de negocios de la ciudad de Lexington.
Al avión se le asignó la pista 22 del aeropuerto para el despegue, pero usó la pista 26 en su lugar. La pista 26 era demasiado corta para un despegue seguro, lo que provocó que el avión se saliera de la pista antes de que pudiera estar en el aire. Se estrelló justo después del final de la pista, matando a los 47 pasajeros y dos de los tres tripulantes. El primer oficial del vuelo fue el único sobreviviente.
Aunque no era el piloto al mando, según la transcripción de la grabadora de voz de la cabina, el primer oficial James Polehinke (el único sobreviviente del accidente) era el piloto que volaba en el momento del accidente. En el informe de la Junta Nacional de Seguridad en el Transporte sobre el accidente, los investigadores concluyeron que la causa probable del accidente fue un error del piloto.

## Aeronave

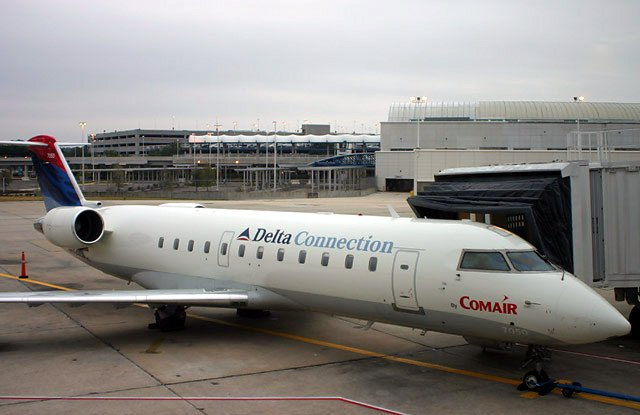
Un CRJ-100ER con librea de Comair similar al avión involucrado en el accidente.

El vuelo estaba bajo la marca Delta Airlines como vuelo 5191 de Delta Connection (DL5191) y fue operado por Comair como vuelo 5191. Se identificó para el control de tráfico aéreo y el seguimiento de vuelos como Comair 5191 (OH5191/COM5191).
El vuelo había sido programado para aterrizar en el Aeropuerto Internacional Hartsfield-Jackson de Atlanta a las 7:18 a. m.
El avión involucrado era un Bombardier Canadair Regional Jet CRJ-100ER de 50 asientos, número de serie 7472. Fue fabricado en Canadá y fue entregado a la aerolínea el 30 de enero de 2001. 
El capitán era Jeffrey Clay, de 35 años. Tenía 4.710 horas de vuelo, incluidas 3.082 horas en el CRJ-100.
El primer oficial fue James Polehinke, de 44 años. Antes de su empleo en Comair, Polehinke trabajó para Gulfstream International como capitán. Polehinke tenía 6.564 horas de vuelo, incluidas 940 horas como capitán y 3.564 horas en el CRJ-100.

## Accidente

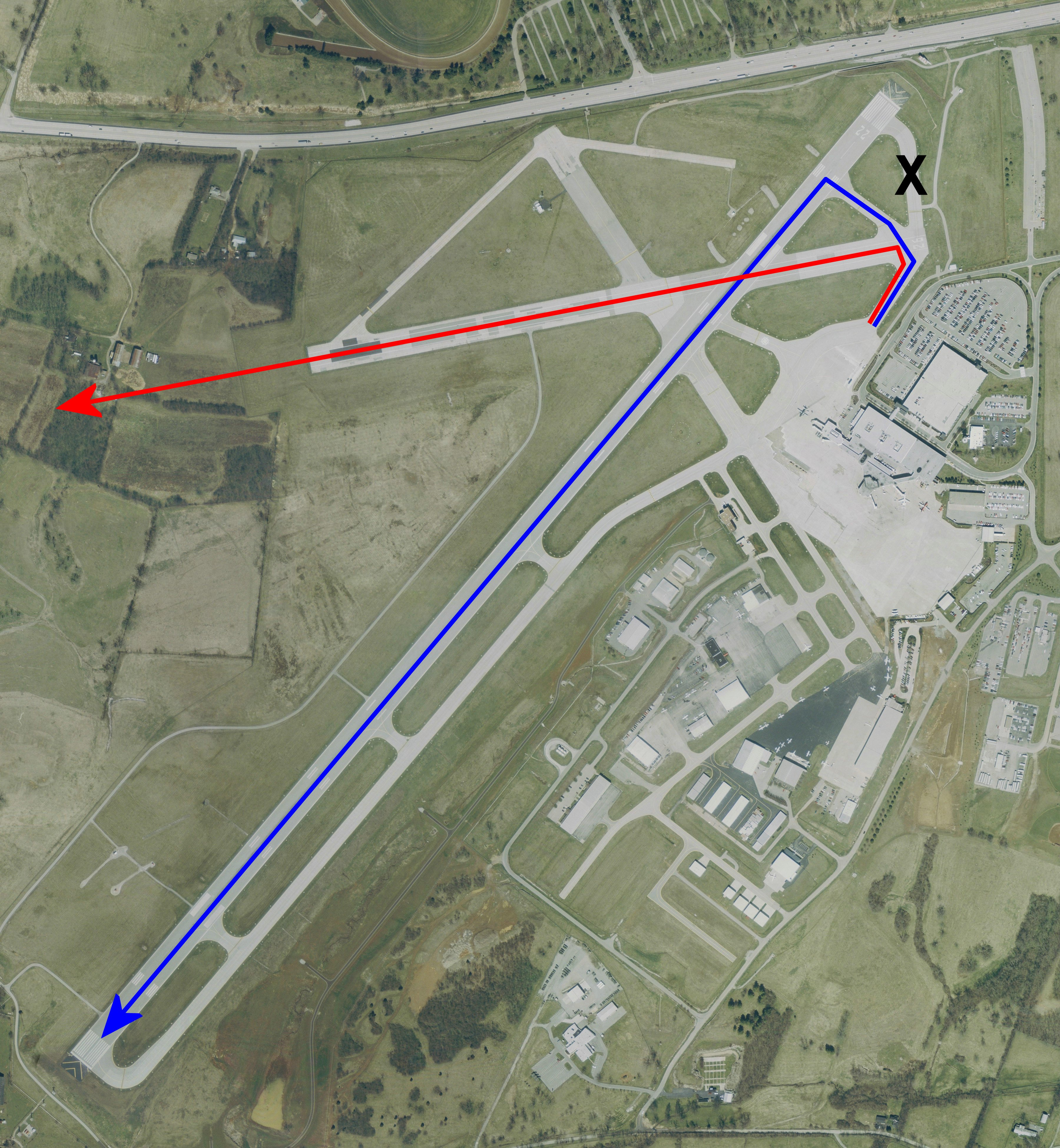
Rutas aproximadas en el aeropuerto de Blue Grass (foto antes de la construcción del aeropuerto realizada semanas antes del accidente):
Ruta deseada a través de la pista 22
Trayectoria real a través de la Pista 26, que termina en el lugar aproximado del accidente. X marca la calle de rodaje cerrada.

Al avión se le asignó la pista 22 del aeropuerto para el despegue, pero en su lugar usó la pista 26. El análisis de la caja negra (CVR) indicó que la aeronave fue autorizada a despegar de la pista 22, una franja de 7.003 pies (2.135 m) utilizada por la mayoría del tráfico de las aerolíneas en Lexington. En cambio, después de confirmar «pista dos-dos», el capitán Clay se dirigió a la pista 26, una pista secundaria no iluminada de solo 3.500 pies (1.100 m) de largo, y entregó los controles al primer oficial Polehinke para el despegue. El controlador de tránsito aéreo no estaba obligado a mantener contacto visual con la aeronave. Después de autorizar el despegue del avión, se volvió para realizar tareas administrativas y no vio el avión rodando hacia la pista.
Basado en un peso de despegue estimado de 49.087 libras (22.265 kg), el fabricante calculó que se necesitaría una velocidad de 138 nudos (159 mph; 256 km/h) y una distancia de 3.744 pies (1.141 m) para rotación (aumento de la inclinación hacia arriba), con más pista necesaria para lograr el despegue. A una velocidad cercana a los 100 nudos (120 mph; 190 km/h), Polehinke comentó: «Eso es extraño sin luces», refiriéndose a la falta de iluminación en la pista 26: fue aproximadamente una hora antes del amanecer. «Sí», confirmó Clay, pero el registrador de datos de vuelo no dio ninguna indicación de que ninguno de los pilotos intentó abortar el despegue cuando el avión aceleró a 137 nudos (158 mph; 254 km/h).
Clay pidió rotación, pero el avión aceleró al final de la pista antes de que pudiera despegar. Luego golpeó una pared baja de tierra adyacente a una zanja, volviéndose momentáneamente en el aire, recortó la valla perimetral del aeropuerto con su tren de aterrizaje, y se estrelló contra los árboles, separando el fuselaje y la cubierta de vuelo de la cola. El avión golpeó el suelo a unos 1.000 pies (300 m) del final de la pista. Cuarenta y nueve de las 50 personas a bordo perecieron en el accidente; la mayoría de ellos murieron instantáneamente en el impacto inicial. El incendio resultante destruyó el avión.

## Víctimas
| Nacionalidad   | Pasajeros | Pasajeros | Tripulación | Tripulación | Total | Total   |
| Nacionalidad   | Total     | Muertes   | Total       | Muertes     | Total | Muertes |
| -------------- | --------- | --------- | ----------- | ----------- | ----- | ------- |
| Estados Unidos | 42        | 42        | 3           | 2           | 45    | 44      |
| Canadá         | 3         | 3         | -           | -           | 3     | 3       |
| Japón          | 2         | 2         | -           | -           | 2     | 2       |
| Total          | 47        | 47        | 3           | 2           | 50    | 49      |

Los 47 pasajeros y dos de los tres miembros de la tripulación a bordo del vuelo murieron. Comair lanzó el manifiesto de pasajeros el 29 de agosto de 2006.

## Superviviente
James Polehinke, el primer oficial, sufrió heridas graves, incluidos múltiples huesos rotos, un pulmón colapsado y hemorragias graves. Lexington-Fayette y la policía del aeropuerto sacaron a Polehinke de los restos. Polehinke se sometió a una cirugía por sus heridas, incluida una amputación de su pierna izquierda. Posteriormente, los médicos determinaron que Polehinke había sufrido daño cerebral y no recordaba el accidente ni los eventos que lo provocaron. A partir de mayo de 2012, Polehinke era un usuario de silla de ruedas. Durante el mismo mes, Polehinke presentó una demanda contra el aeropuerto y la compañía que diseñó la pista y las luces de las calles de rodaje. 
Los herederos o familias de 21 de los 47 pasajeros presentaron demandas contra Polehinke. En respuesta, el abogado de Polehinke, William E. Johnson, planteó la posibilidad de negligencia contributiva por parte de los pasajeros. Cuando el abogado de los demandantes, David Royse, le preguntó qué significaba eso, Johnson respondió que «deberían haber sido conscientes de las condiciones peligrosas que existían en el hecho de que había habido una considerable cobertura de los medios sobre la necesidad de mejorar las condiciones de la pista en el aeropuerto». En el momento en que Johnson presentó la defensa por negligencia contributiva, aún no había podido hablar con el propio Polehinke. Cuando los periódicos informaron sobre los documentos de la corte, Johnson dijo que ya le había dicho a Royse, quien criticó las declaraciones, que retiraría el argumento.

## Accidentes e incidentes similares
En 1993, un avión comercial en el Aeropuerto Blue Grass fue autorizado para despegar en la Pista 22, pero tomó la Pista 26 por error. El personal de la torre notó el error y canceló la autorización de despegue del avión justo cuando la tripulación se dio cuenta de su error. El avión posteriormente partió de manera segura desde la Pista 22. 
En enero de 2007, un Learjet fue autorizado para despegar en el Aeropuerto Blue Grass en la pista 22, pero por error se convirtió en la pista 26. El controlador local canceló la autorización de despegue antes del inicio del despegue. 
El 31 de octubre de 2000, la tripulación del Vuelo 006 de Singapore Airlines utilizó por error una pista cerrada para salir del aeropuerto internacional de Chiang Kai-shek, Taipéi. El Boeing 747-400 colisionó con el equipo de construcción durante el despegue, lo que resultó en la muerte de 83 de los 179 pasajeros y tripulantes a bordo.

## Dramatización
Este accidente fue presentado en la vigesimoprimera temporada de la serie Mayday: catástrofes aéreas, en el episodio titulado «Despegue trágico». Y luego el accidente fue presentado en la subserie Mayday: Informe Especial, titulado «Entrenamiento ignorado».